# Quagmire's Mom
Quagmire's Mom é o décimo episódio da décima terceira temporada da série de televisão norte-americana Family Guy, sendo exibido originalmente na noite de 8 de fevereiro de 2015 pela Fox Broadcasting Company (FOX) nos Estados Unidos.

## Enredo
Peter descobre que seu primeiro nome é, na verdade, Justin, e passa a ter um ego selvagem devido a esse nome. Quagmire fica em apuros com sua mãe quando uma festa organizada por "Justin" não sai como o planejado e dá tudo errado.

## Audiência
De acordo com o instituto de medição de audiências Nielsen, o episódio foi visto em sua exibição original por 2,81 milhões de telespectadores, apresentando uma quota de 1,4/3 na demográfica de idades 18-49. Houve um decréscimo de 0,38 milhões de pessoas em relação ao episódio anterior, This Little Piggy. O show foi o mais visto da FOX naquela noite.